# U progu
U progu – pismo Nurtu Niepodległościowego.
Pierwszy numer pisma ukazał się w październiku 1976 roku.
Nazwa pisma nawiązywała do tytułu deklaracji programowej środowisk niepodległościowych opracowanej na przełomie 1975 i 1976 roku, co wiąże się z genezą ROPCiO. 
Redakcję tworzyli: Krystian Brodacki, Emil Morgiewicz, Jacek Wegner i Adam Wojciechowski. 
Drukiem (który był ściśle oddzielony od redakcji) zajmowali się: Andrzej Czuma i Janusz Krzyżewski. U progu było pierwszym pismem ukazującym się w PRL poza cenzurą, które było drukowane na zachodnim powielaczu. Podarował go grupie A. Czumy Jerzy Giedroyć. W akcji przerzucenia powielacza z Francji do kraju brali udział: Piotr Dyk, Aleksander Hall, Tomasz Langowski oraz Marian Piłka.
Pismo poświęcone było sprawom bieżącym oraz wydarzeniom historycznym.
Ostatni (dwunasty) numer pisma ukazał się w roku 1977.